# 科賈阿里
41°03′17″N 30°51′01″E / 41.05472°N 30.85028°E

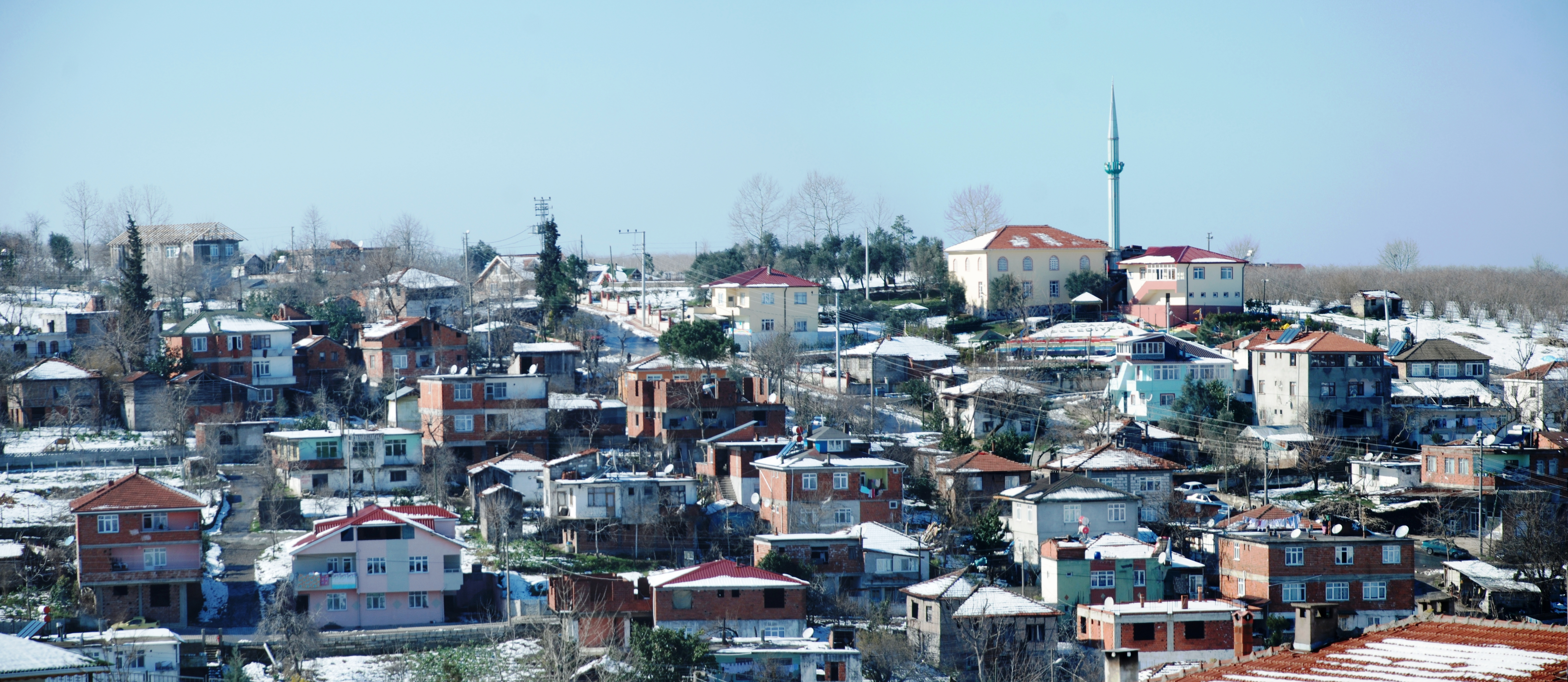
Karşı neighborhood of Kocaali

科賈阿里是土耳其的城鎮，由薩卡里亞省負責管轄，位於該國西北部，面積315平方公里，海拔高度45米，每年平均降雨量1,065毫米，主要經濟活動有種植榛子、畜牧業和旅遊業，2011年人口11,841。